# Karin Schultz (journalist)
Karin Maria Schultz, född 31 december 1892 i Maria Magdalena församling, Stockholm död 8 april 1974 i Johannes församling, Stockholm, var en svensk journalist och radiokritiker. Hon var Sveriges första egentliga radiokritiker. Från mitten av 1900-talet och framöver verkade hon, först i Dagens Nyheter sedan i Stockholms-Tidningen. Hennes artiklar väckte beundran men också ilska både hos de drabbade och hos Radiotjänst.

## Biografi
Karin Schultz växte upp på Södermalm i Stockholm som den äldsta av sex systrar. Fadern var amanuens i Kommerskollegium och samtidigt korrekturläsare på olika tidningar. Modern var folkskollärare. Hon födde nio barn och tjänstgjorde även då de var små. Efter fem år i folkskola började Karin Schultz på Wallinska skolan, en högre flickskola där hon avlade studenten 1911. Hennes högsta dröm var att bli skådespelare men familjens ekonomiska situation var ansträngd och hon sökte därför in på ett folkskoleseminarium. Ett för lågt betyg i kristendom, ett då mycket viktigt ämne för blivande folkskollärare, stoppade henne. I stället fick hon ett stipendium vid Stockholms högskola och följde familjens önskan att läsa naturvetenskapliga ämnen för att bli lärare. Hon avlade filosofie kandidatexamen 1915 och filosofie licentiatexamen i astronomi tre år senare.
Parallellt med licentiatstudierna undervisade Karin Schultz vid Ångmans elementarskola för gossar, något som både hon och eleverna trivdes mycket bra med. Dessutom tog hon teaterlektioner, men försöket att komma in vid Dramatens elevskola misslyckades.
Efter sin examen fick Karin Schultz anställning som statistiker på Stockholmssystemet, som grundats 1914 av läkaren Ivar Bratt.
Så snart Karin Schultz tagit studenten engagerade hon sig i rörelsen för kvinnans politiska rösträtt och tre år senare, 1914, gick hon med i den nygrundade Föreningen frisinnade kvinnor. Hon blev ”till hälften sekreterare, till hälften springflicka åt styrelsen” och lärde känna de flesta av tidens ledande kvinnosakskämpar. Själv ställde hon flitigt upp till försvar för kvinnans rättigheter vid högskolans diskussioner, ofta som ensam kvinna gentemot den manliga studentmajoriteten.
Men drömmen om teatern var fortfarande levande. Karin Schultz fortsatte att ta lektioner och sökte än en gång in på elevskolan. Hon kom inte in vilket motiverades med att hon var för gammal, 30 år. Men tack vare ett fint rekommendationsbrev fick hon anställning som skådespelare vid Helsingborgs stadsteater 1923. Hon tröttnade dock på att spela ”idel kärringroller” och återvände till Stockholmssystemet, nu på halvtid 1925–1943. Om sina erfarenheter från teatern skrev hon senare en roman, Sceningång, 1951, där hon skildrar sin arbetsplats, skådespelarna och regissörerna i mycket svart dager – huvudpersonen begår självmord.
Vid sidan av halvtidsarbetet reste Karin Schultz runt som föreläsare, engagerad av Folkbildningsförbundet, ABF och Centralförbundet för nykterhetsundervisning. Hon engagerades också av radion såsom uppläsare. 
Under andra världskriget var Schultz aktiv antinazist. I december 1939 gick hon med i det antinazistiska Förbundet Kämpande Demokrati, grundat av Ture Nerman, och blev dess ordförande 1940–1944. Hon medverkade också i den antinazistiska organisationen Tisdagsklubben. Hennes engagemang var starkt och resorna som opinionsbildare blev många – hon ”slet ut sig”, summerade hon senare. Till den negativa slutsatsen bidrog förmodligen också slitningarna inom förbundet, nazisternas förföljelse och Säkerhetspolisens registrering och övervakning. Förbundet Kämpande Demokrati tog avstånd från neutralitetslinjen och dess nationella lojalitet ansågs följaktligen svag. Karin Schultz kallades ett par gånger till polisförhör.
På 50-årsdagen berömde Torgny Segerstedt Karin Schultz insats som ordförande i Förbundet Kämpande Demokrati: ”Med sin intelligens, sin radikala livssyn och sin varma idealitet är hon en sann demokrat”. Efter kriget belönades hon med Haakon VII:s frihetskors.

### Radiokritik
År 1943 sade Karin Schultz upp sig på Stockholmssystemet då en ny chef med nazistiska sympatier tillträtt. Följande år fick hon ett vikariat som radiokritiker på Dagens Nyheter och blev 1946 fast anställd. Vid slutet av 1950-talet gick hon över till Stockholms-Tidningen och var kvar där till 1960-talets mitt.
Karin Schultz fann ofta radioprogrammen undermåliga och skrev oförblommerat ner sina åsikter. Att underhållningen höll för låg nivå, radioteaterns pjäser saknade kvalitet och radiorösterna var oskolade, var saker som hon vände sig mot. Varför skulle det så kallade folket bjudas undermålig kost? undrade folkbildaren Karin Schultz och efterlyste även ungdomspjäser med naturliga repliker och utan billig moral. Hon påtalade också skarpt obalansen mellan könen: kvinnoröster saknades i radion, i politiska debatter hördes de sällan, kvinnors liv och situation belystes nästan aldrig. Hon efterlyste riktlinjer och programförklaring från radiochefen. Både Radiotjänst och många åhörare chockerades av hennes klarspråk och klagomålen på Dagens Nyheters radiokritiker regnade tätt. Men redaktör Herbert Tingsten tog henne i försvar och berömmer i sina memoarer hennes ”temperamentsfulla, stilistiskt eleganta kritik”.
Men Karin Schultz kom också med konstruktiv kritik och beröm. Hon föreslog inrättandet av en talarskola för föreläsare och hallåmän. Radioapparater i varje klassrum och konkurrerande radiobolag var andra förslag. Flera skådespelare prisas för välljudande stämmor och rena, vackra radioröster. Gösta Knutssons frågesport gillade hon, Lars Madséns och Ingrid Samuelssons program likaså och Karl Gerhard utnämndes till landets enda kvicka karl. I debattboken Syndare på Kungsgatan, 1951, sammanfattade hon sin kritik och fick från flera håll både instämmande och erkännande för sina åsikter och förslag.
Karin Schultz gifte sig aldrig. Hon delade sedan 1941 lägenhet med kollegan och vännen Alma Braathen. Under sina sista år arbetade hon på sina memoarer. Askild & Kärnekull Förlag hade antagit dem för publicering, men hon dog utan att ha hunnit fullborda dem, 1974. Hon vilar i minneslunden på Skogskyrkogården i Stockholm.

## Teater

### Roller
| År   | Roll             | Produktion                                                 | Upphovsmän                | Teater                   |
| ---- | ---------------- | ---------------------------------------------------------- | ------------------------- | ------------------------ |
| 1923 | Olufine          | Komedien Nini Roll Anker                                   | Gerda Lundequist-Dalström | Helsingborgs stadsteater |
| 1923 | Emma             | Signade tider Algot Sandberg                               | Albin Lindahl             | Helsingborgs stadsteater |
| 1923 | En tjänsteflicka | Det lyckliga valet Nils Kjær                               | Torsten Hammarén          | Helsingborgs stadsteater |
| 1924 | Fru Rotchirs     | Hjärter är trumf Felix Gandera                             | Torsten Hammarén          | Helsingborgs stadsteater |
| 1924 | Engracia         | Åtrå Jacinto Benavente                                     | Gerda Lundequist-Dalström | Helsingborgs stadsteater |
| 1924 | Fru Marosi       | Försvarsadvokaten Ferenc Molnár                            | Torsten Hammarén          | Helsingborgs stadsteater |
| 1924 | Marceline        | Fröken Pascal Martial Piéchaud                             | Gerda Lundequist-Dalström | Helsingborgs stadsteater |
| 1924 | Mrs Midget       | Till främmande hamn Sutton Vane                            | Torsten Hammarén          | Helsingborgs stadsteater |
| 1924 | Annika           | Värmlänningarna Fredrik August Dahlgren och Andreas Randel | Hjalmar Peters            | Helsingborgs stadsteater |